# Majhakot Sivalaya
Majhakot Sivalaya – gaun wikas samiti w zachodniej części Nepalu w strefie Gandaki w dystrykcie Syangja. Według nepalskiego spisu powszechnego z 2001 roku liczył on 379 gospodarstw domowych i 2104 mieszkańców (1144 kobiet i 960 mężczyzn).